# Wzgórza Dalkowskie
Wzgórza Dalkowskie – mezoregion fizycznogeograficzny (318.42) w południowo-zachodniej Polsce.

## Lokalizacja
Wzgórza Dalkowskie położone są w południowo-zachodniej Polsce, w północno-środkowej części Wału Trzebnickiego pomiędzy doliną Bobru a Obniżeniem Ścinawskim, na obszarze północno-zachodniej części województwa dolnośląskiego i południowo-wschodniej części województwa lubuskiego; ok. 30 km na północ od Legnicy. W centralnej części obniżenia znajduje się miejscowość Dalków. Od północy wzgórza graniczą z Obniżeniem Nowosolskim, od północnego wschodu z Pradoliną Głogowską, od wschodu z Obniżeniem Ścinawskim, od południa i południowego zachodu z Wysoczyzną Lubińską, Równiną Szprotawską i Borami Dolnośląskimi (Bory Szprotawskie), a od zachodu oddzielone są doliną rzeki Bóbr od Wzniesień Żarskich.

## Charakterystyka
Jest to pasmo wzgórz morenowych, stanowiące jednostkę makroregionu Wału Trzebnickiego, w kształcie prostokąta, o powierzchni około 1200 km² rozciągające się łukowo od Nowogrodu Bobrzańskiego na zachodzie, do Chobieni na wschodzie, na długości 100 km, przy szerokości 10–12 km, jest wysoczyzną położoną na wysokości od 90 do 230 m n.p.m., poprzecinaną wąwozami ułożonymi południkowo, która stanowiąc podjednostką Wału Trzebnickiego jest terenem o podobnym charakterze. Cechuje się asymetrią poprzeczną, Odra płynie po północno-wschodniej stronie wzgórz. Północna część wzgórz ma charakter rolniczy pokryta łąkami i polami uprawnymi. Południową część w większości zajmują tereny leśne. Najwyższym wzniesieniem wzgórz Dalkowskich jest wzniesienie Ustronie – 230 m n.p.m. położone koło Jerzmanowej. Jest to obszar jednolity pod względem geograficznym, przyrodniczym i kulturowym, posiadający wysokie walory przyrodnicze. Na obszarze wzgórz położone są cztery rezerwaty przyrody: „Buczyna Jakubowska”, „Uroczysko Obiszów”, „Annabrzeskie Wąwozy”, „Dalkowskie Jary”, „Dąbrowa Brzeźnicka”, oraz Obszar Chronionego Krajobrazu „Wzgórza Dalkowskie”, Zespół przyrodniczo-krajobrazowy „Grodowiec”, liczne użytki ekologiczne, pomniki przyrody oraz walory kulturowe: kościoły, pałace, zamki, parki podworskie, sanktuarium maryjne, grodziska Dziadoszan.
W skład jednostki geograficznej mezoregionu Wzgórz Dalkowskich wchodzą cztery mniejsze mikroregiony:
- Równina Brzeźnicy – zachodnia część wysoczyzny o średniej wysokości 120–130 m n.p.m.
- Wzgórza Kożuchowskie – północno-zachodnia część wzgórz, którą stanowi morena o wysokości do 197 m n.p.m.
- Grzbiet Dalkowski – północna część wzgórz o wysokości 230 m n.p.m.
- Wzgórza Polkowickie – południowa część wzgórz o wysokości do 224 m n.p.m.

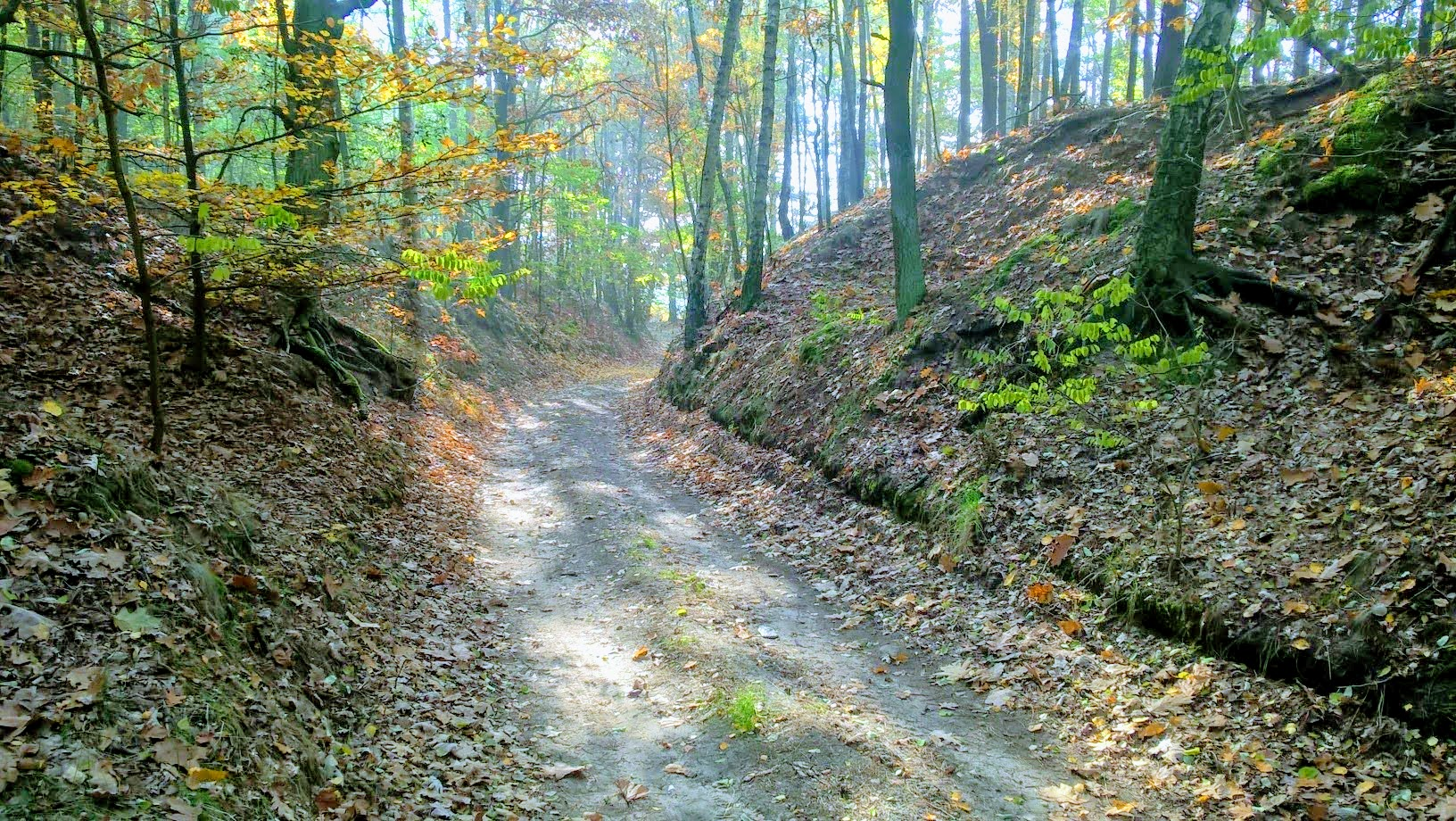
Wąwozy wiechlicko-cieciszowskie w gminie Szprotawa

## Rzeźba
Rzeźba terenu wzgórz jest w największej części efektem zlodowaceń bałtyckiego i środkowopolskiego. Wzgórza Dalkowskie są malowniczą pozostałością działalności lodowca stanowią ciąg wzniesień, których średnia wysokość sięga 197 m. Rzeźba terenu jest bardzo urozmaicona. Wzgórza opadają bardziej stromo w kierunku ku północy w stronę Pradoliny Głogowskiej, a łagodniej na południe do Równiny Szprotawskiej i Wysoczyzny Lubińskiej. Forma wału zarysowuje się wyraźnie w części środkowej, gdzie występuje kulminacja 230 m, w kierunku zachodnim i wschodnim wzniesienia obniżają się i stają się bardziej płaskie. Liczne pagórki i grzbiety często bez nazw poprzecinane są szerokimi dolinami.

## Krajobraz
Krajobraz wzgórz tworzą ukształtowane formy geomorficzne wzgórz o stromych zboczach żłobione siecią wąwozów. Ukształtowanie terenu faliste, krajobraz na południe od Głogowa ożywiony jest przez ciągnące się łukiem morenowe wzgórza dochodzące do 230 m n.p.m. Koło Dalkowa wzgórza osiągają najwyższą wysokość dochodzącą do 230 m n.p.m. Krajobrazowi wzgórz dodają uroku źródliska i strumienie ze śródleśnymi oczkami wodnymi, stanowiącymi pozostałość po dawnych stawach paciorkowych.
Wzgórza najlepiej są widoczne z terenów gminy Kotla.

## Ważniejsze wzniesienia
Do piękniejszych wzniesień Dalkowskich Wzgórz, z których roztaczają się malownicze widoki należą: Bonowska Góra – 229 m n.p.m., Dalkowskie Wzgórza – 230 m n.p.m., Zimnica – 224 m n.p.m., Góra Św. Anny – 175 m n.p.m.

## Powstanie
Wzgórza są częścią pasa wzniesień moren czołowych Wału Trzebnickiego, których powstanie wiąże się z młodszą fazą zlodowacenia środkowopolskiego, kiedy lądolód zatrzymał się na krawędzi linii stadiału warty, czoło lodowca naniosło zwały moren końcowych i spiętrzył swym naciskiem ilaste podłoże. Na skutek nacisku lądolodu osady starsze trzeciorzędowe w części stropowej utworzyły wysoki wał, który zatrzymał nasunięcie lądolodu i włączony został w strefę tzw. glacitektonicznych zaburzeń moren końcowych. Na południowym przedpolu wału powstały wówczas piaszczyste stożki wód roztopowych zwane sandrami.

## Budowa
Wzgórza Dalkowskie są częścią tzw. Gór Kocich, a chronologicznie należą do starszego zlodowacenia stanowiącego morenę czołową stadiału trzebnickiego. Zbudowane są z zaburzonych utworów trzeciorzędowych i czwartorzędowych. Ich budulcem są piaski, iły i żwiry. Miąższość utworów czwartorzędu jest zróżnicowana i wynosi od 0–30 m, lokalnie przekraczając 40 m. Na południowym przedpolu wału występują piaszczyste stożki.

## Ludność
Okolice wzgórz zamieszkuje ludność napływowa, po wojnie przybyli tu ludzie z centralnej Polski, przymusowi polscy wysiedleńcy z Kresów oraz ludzie powracający z emigracji. Większość ludności zamieszkuje w środowisku wiejskim.

## Klimat
Obszar wzgórz należy do strefy umiarkowanej klimatycznie, leży w pasie przejściowym klimatu ciepłego morskiego do ciepłego kontynentalnego. Najkorzystniejsze warunki termiczne występują na najbardziej płaskich terenach wysoczyzny. Klimat jest łagodny, o ciepłej i łagodnej zimie stosunkowo ciepłym okresie letnim. Średnie temperatury dobowe wynoszą, w zaokrągleniu: stycznia – +1 °C, lipca – +18 °C roczna – +8 °C. Opady atmosferyczne w skali rocznej wynoszą około 732 mm, a w okresie letnim około 550 mm. Przeważają wiatry zachodnie i południowo-zachodnie. Okres wegetacyjny trwa około 220 dni.

## Hydrografia

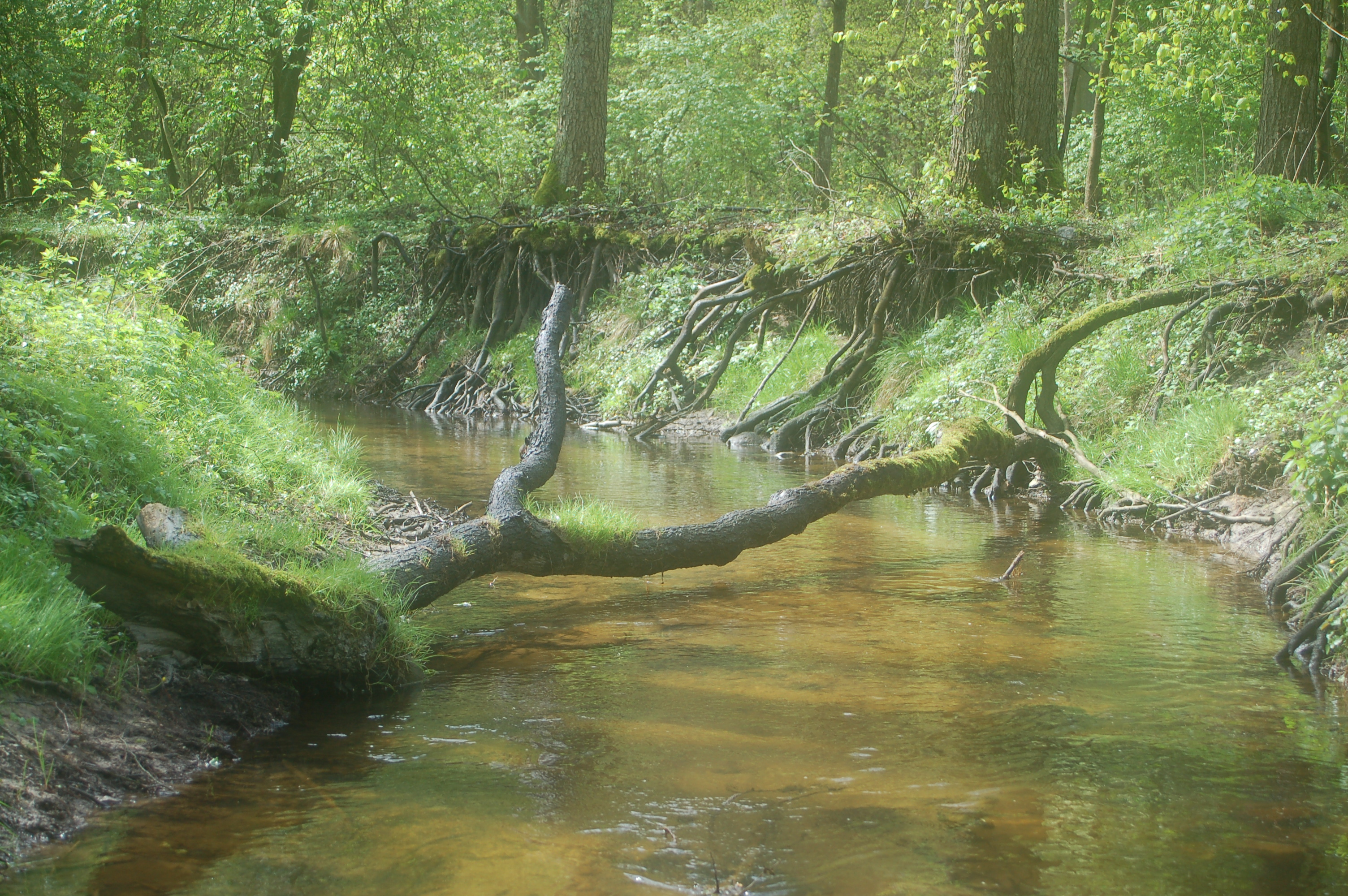
Zespół przyrodniczo-krajobrazowy Potok Sucha w Gminie Szprotawa

Wzgórza Dalkowskie należą do zlewiska Morza Bałtyckiego, położone są w dorzeczu Odry. Największą rzeką jest Rudna lewostronny dopływy Odry. Wody z północno-wschodnich zboczy wzgórz odprowadza kilka niedużych cieków, m.in. Czarna – dopływ rzeki Rudnej, Kanał Głogowski, Rzuchowska Struga, Guzicki Potok i kilka mniejszych strumieni bez nazwy. Z południowo-zachodnich zboczy wody odprowadzane są przez potoki i strumienie stanowiące dopływy Szprotawy. Potoki do ujść przebijają się przez wzgórza malowniczymi dolinami.

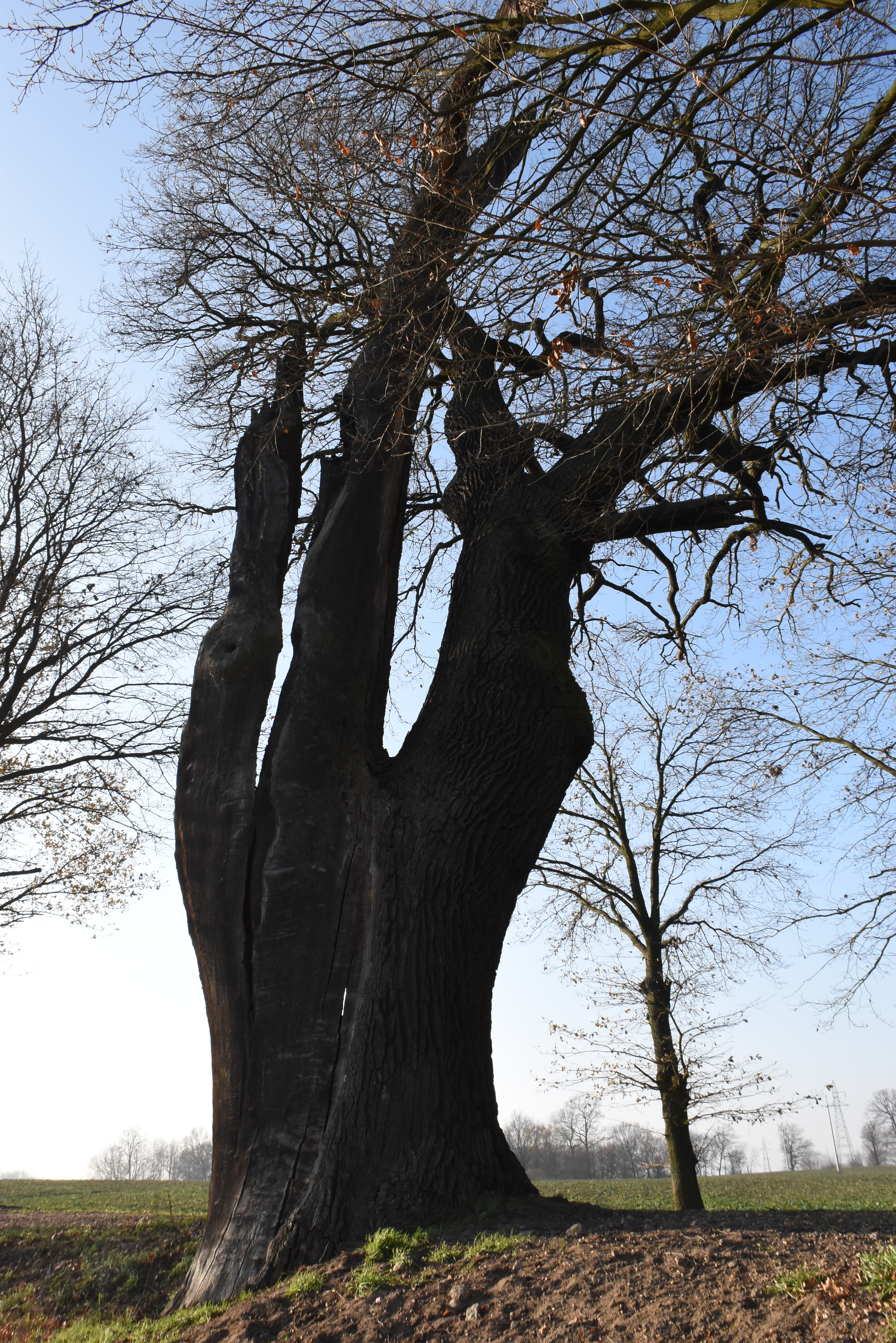
Historyczny pomnik przyrody Dąb Blaszak w Henrykowie

## Flora i fauna
Lesistość obszaru Wzgórz Dalkowskich jest niewielka zajmuje niecałe 10% całości powierzchni. Lasy występują niewielkimi płatami i tworzą przede wszystkim monokultury sosnowe najczęściej na siedliskach nieborowych. Wzgórza miejscowo porastają lasy mieszane z fragmentami pierwotnej buczyny. W miejscach o dużym nachyleniu dominuje świerk. W poszyciu i runie roślinność wykazuje cechy właściwe dla terenów pogórza. Najciekawsze fragmenty wzgórz objęte są ochroną rezerwatową, na Grzbiecie Dalkowskim utworzono obszar krajobrazu chronionego. Dla północnej części charakterystyczne są kultury leśne, z przewagą suchych borów sosnowych. Do wyróżniających się środowisk należy pas podmokłych olszyn wzdłuż odcinka Krzyckiego Rowu i enklawy wydm w okolicy Krzekotówka. W lasach Wzgórz Dalkowskich występują liczne gatunki chronionych roślin, występuje około 300 stanowisk roślin chronionych. W lasach łęgowych występuje: pierwiosnka wyniosła, listera jajowata, śnieżyca wiosenna, kopytnik pospolity, czarna porzeczka. Z suchymi lasami liściastymi związane są: lilia złotogłów, marzanka wonna, kwitnący i owocujący bluszcz pospolity, barwinek pospolity, wiciokrzew pomorski, konwalia majowa, widłak goździsty i wiele innych. Faunę reprezentują ssaki: głównie są to sarny, jelenie, dziki z mniejszych ssaków występują zające, tchórze, łasice, kuny, wiewiórki. Płazy i gady występujące w tym rejonie to zaskrońce, padalce, traszki, ślimaki i żaby.

## Miejscowości
Do większych miejscowości położonych w obrębie Dalkowskich Wzgórz należą: Rudna, Polkowice, Grębocice, Przedmoście, Nowe Miasteczko, Dalków, Jakubów, Gaiki, Gaworzyce, Zimna Brzeźnica, Jerzmanowa, Obiszów, Gwizdanów, Wierzchowice. Kłobuczyn, Bytom Odrzański, Kożuchów, Niegosławice, Brzeźnica, Głogów, Nowa Sól, Szprotawa, Żagań.

## Zabytki

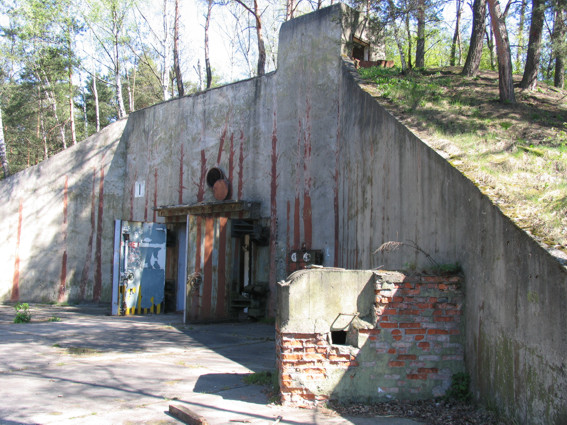
Dawny sowiecki magazyn na broń atomową, tzw. bunkier atomowy w otoczeniu lasów Nadleśnictwa Szprotawa

- gotycki kościół św. Barbary z przełomu XIV–XVI wieku w Gaworzycach
- kościół Matki Bożej z przełomu XVII-X wieku w Gaworzycach
- kaplica grobowa na planie koła rodu Tschamerów z końca XVIII wieku
- budynek dworca kolejowego z przełomu XIX–XX wieku
- budynek poczty z przełomu XIX–XX wieku
- kościół św. Anny z 1716 roku na górze Św. Anny koło Dalkowa
- kościół św. Jana Chrzciciela z końca XV wieku z dobudowaną kaplicą Glaubiczów w Kurowie Wielkim
- zespół pałacowo-parkowy z XVII-X wieku w Grębocicach
- spichlerze z XVIII wieku w Grębocicach
- kościół św. Marcina z XIV wieku z barokowym wystrojem i płytami nagrobnymi z XVII wieku w Grębocicach
- zespół kościelno-pielgrzymkowy w Grodowcu
- budynek plebanii z XVIII wieku w Grodowcu
- kalwaria ze stacjami drogi krzyżowej z zabytkową aleją kasztanowców z XIX wieku w Grodowcu
- gotycko-renesansowy kościół Podniesienia Krzyża Świętego z barokowym wystrojem przebudowany w XVI wieku w Szamocinie
- zespół pałacowo-parkowy z wieku przebudowany w X/XI wieku w Jerzmanowej
- kaplica grobowa Stoszów oraz figura św. Jana Nepomucena w Jakubowie
- Wieża mieszkalna z XIV wieku w Jakubowie.

## Inne
Nazwa wzgórz pochodzi od wioski Dalków znajdującej się w rejonie ich najwyższych wzniesień.